# 1080 (عدد)
1080 هو عدد صحيح، يلي العدد 1079 وويسبق العدد 1081.

## في الرياضيات

### خصائص
- عدد طبيعي.[3]
- عدد زوجي.[4][5]
- عدد موجب،[6] السالب منه هو -1080.[7]

## في التاريخ
- 1080 هـ هي سنة في التقويم الهجري.
- هي سنة 1080 م في التقويم الميلادي.

## وصلات خارجية
الأعداد الصاتمة، ديوان اللغة العربية.